# Bill Alexander (peintre)
William (né Wilhelm) Alexander, plus connu sous le nom de Bill Alexander, est un peintre, professeur d'art et animateur de télévision né le 2 avril 1915 et décédé le 24 janvier 1997. Il a notamment créé et animé la série télévisée The Magic of Oil Painting, diffusée entre 1974 et 1982 sur PBS aux États-Unis. Il a co-écrit The Art of Bill Alexander and… (1987–95), une série de livres sur la peinture à l'huile "au premier coup", basée sur ses émissions. Il a également enseigné au peintre et animateur de télévision Bob Ross sa technique du "premier coup".

## Jeunesse
Wilhelm Alexander nait en Prusse orientale. Sa famille fuit à Berlin pendant la Première Guerre mondiale.
Apprenti carrossier, Alexander est enrôlé dans la Wehrmacht pendant la Seconde Guerre mondiale. Capturé par les troupes alliées, il peint des portraits de femmes d'officiers alliés, ce qui lui vaudra d'arriver rapidement aux États-Unis.

## Carrière
Après 1945, Alexander obtient le statut de réfugié et devient peintre professionnel. Il est le pionnier de la version moderne "rapide" de la technique du "premier coup" du XVe siècle. Après cela, il déménage définitivement en Amérique du Nord.
Plus tard, sous le nom Bill Alexander, il commence à animer des émissions de télévision axées sur l'éducation à la peinture et à ses méthodes. Il anime en 1974 le premier épisode de The Magic of Oil Painting. Il a fait équipe avec d'autres artistes sur plusieurs séries différentes, toujours dénommées The Art of Bill Alexander and [nom de l'artiste]. Chaque série comprenait plusieurs épisodes avec le même artiste. Ces séries sont réalisés entre 1984 et 1992. Parmi les artistes présents, le premier était Lowell Speers, mais on peut aussi citer Robert Warren, Sharon Perkins et Diane André. Bill Alexander et l'artiste invité alternaient les épisodes, les deux peintres utilisant la méthode du "premier coup". Cette série a été transformée en une série de livres.

## Relations avec Bob Ross
Bob Ross a étudié auprès d'Alexander, qui lui a appris sa technique du "premier coup", une méthode de peinture rapide utilisant des couches de peinture à l'huile de plus en plus fines. Ross a mentionné dans le tout premier épisode de The Joy of Painting qu'il avait appris la technique de Bill Alexander, la décrivant comme "la façon la plus fantastique de peindre que vous ayez jamais vue". Ross a également dédié le premier épisode de la deuxième saison à Alexander, expliquant que "j'ai l'impression qu'il m'a fait un cadeau précieux, et j'aimerais partager ce cadeau avec [les spectateurs]".
Au fur et à mesure que la popularité de Ross augmentait, sa relation avec Alexander devenait de plus en plus tendue. Dans une interview accordée au New York Times en 1991, Alexander a déclaré à propos de Ross : "Il m'a trahi. J'ai inventé le "premier coup". Je l'ai formé, et il me copie - ce qui me dérange le plus, ce n'est pas seulement le fait qu'il m'ait trahi, mais qu'il pense qu'il puisse faire mieux que moi." Alexander se réfère ici au fait que Bob Ross a utilisé certains de ses motifs personnels comme les "petits arbres heureux" et a emprunté certaines de ses techniques personnelles.
Les historiens de l'art ont par la suite souligné que la technique du "premier coup" était en fait originaire de Flandre, et datait du XVe siècle. Elle avait notamment été utilisée par Frans Hals, Diego Vélasquez, Le Caravage, Paul Cézanne, John Singer Sargent et Claude Monet,. Cependant, Alexander a inventé l'étape consistant à apprêter la toile avec une fine couche de peinture blanche liquide (qu'Alexander a dénommée la "Magic White") et a conçu le style de couteau à peinture utilisé, qui est plus grand, plus ferme que les autres couteaux, et avec un bord droit. Les deux inventions sont fondamentales pour cette technique moderne du "premier coup".